# Episodi di Saving Hope (seconda stagione)
La seconda stagione della serie televisiva Saving Hope è stata trasmessa in prima visione assoluta negli Stati Uniti da NBC dal 25 giugno 2013 al 27 febbraio 2014.
In Italia la stagione è andata in onda in prima visione su Fox Life dal 7 maggio al 2 luglio 2017.
| nº | Titolo originale            | Titolo italiano            | Prima TV originale | Prima TV Italia |
| -- | --------------------------- | -------------------------- | ------------------ | --------------- |
| 1  | I Watch Death               | Vedo la morte              | 25 giugno 2013     | 7 maggio 2017   |
| 2  | Little Piggies              | Il segreto di Emma         | 2 luglio 2013      | 7 maggio 2017   |
| 3  | Why Waste Time              | Perché perdere tempo       | 9 luglio 2013      | 14 maggio 2017  |
| 4  | Defense                     | Difesa                     | 16 luglio 2013     | 14 maggio 2017  |
| 5  | The Face of the Giant Panda | Il volto del panda gigante | 23 luglio 2013     | 21 maggio 2017  |
| 6  | All Things Must Pass        | Tutto passa                | 30 luglio 2013     | 21 maggio 2017  |
| 7  | Bed One                     | Letto uno                  | 6 agosto 2013      | 28 maggio 2017  |
| 8  | Defriender                  | Trasfusione di coraggio    | 13 agosto 2013     | 28 maggio 2017  |
| 9  | Vamonos                     | Vamonos                    | 20 agosto 2013     | 4 giugno 2017   |
| 10 | Whisbones                   | Esprimi un desiderio       | 2 gennaio 2014     | 4 giugno 2017   |
| 11 | En Bloc                     | In blocco                  | 9 gennaio 2014     | 11 giugno 2017  |
| 12 | Nottingham 7                | Nottingham 7               | 16 gennaio 2014    | 11 giugno 2017  |
| 13 | Wide Awake                  | Completamente sveglio      | 23 gennaio 2014    | 18 giugno 2017  |
| 14 | 43 Minutes                  | 43 minuti                  | 31 gennaio 2014    | 18 giugno 2017  |
| 15 | Don't Poke The Bear         | Non svegliare l'orso       | 6 febbraio 2014    | 25 giugno 2017  |
| 16 | Breatheless                 | Senza fiato                | 13 febbraio 2014   | 25 giugno 2017  |
| 17 | Twinned Lambs               | Agnellini gemelli          | 20 febbraio 2014   | 2 luglio 2017   |
| 18 | Broken Hearts               | Cuori spezzati             | 27 febbraio 2014   | 2 luglio 2017   |